# Melicope pahangensis
Melicope pahangensis är en vinruteväxtart som beskrevs av Thomas Gordon Hartley. Melicope pahangensis ingår i släktet Melicope och familjen vinruteväxter. Inga underarter finns listade i Catalogue of Life.